# Karlstrup Sogn
Karlstrup Sogn er et sogn i Greve-Solrød Provsti (Roskilde Stift).
I 1800-tallet var Karlstrup Sogn anneks til Karlslunde Sogn. Begge sogne hørte til Tune Herred i Roskilde Amt. Karlslunde-Karlstrup sognekommune blev ved kommunalreformen i 1970 delt: Karlslunde blev indlemmet i Greve Kommune, og Karlstrup blev indlemmet i i Solrød Kommune.
I Karlstrup Sogn ligger Karlstrup Kirke.
I sognet findes følgende autoriserede stednavne:
- Karlstrup (bebyggelse, ejerlav)
- Karlstrup Strand (bebyggelse)